# Vessey
Vessey é uma comuna francesa na região administrativa da Normandia, no departamento Mancha. Estende-se por uma área de 12,75 km². Em 2010 a comuna tinha 411 habitantes (densidade: 32,2 hab./km²).